# Gentleman farmer
Un gentleman farmer (littéralement : gentilhomme-fermier) est, au Royaume-Uni, un gentleman qui exploite une ferme de petite taille (gentleman's farm), pour son agrément personnel et non dans un but de productivité alimentaire, car il dispose de revenus indépendants.
Les gentleman's farms sont utilisées pour satisfaire des passe-temps campagnards, pour l'élevage des chevaux et comme établissements de  bed and breakfast. 